# Middleton Tyas
Middleton Tyas is een civil parish in het bestuurlijke gebied Richmondshire, in het Engelse graafschap North Yorkshire met 581 inwoners.